# ساعة ورود لينيوس

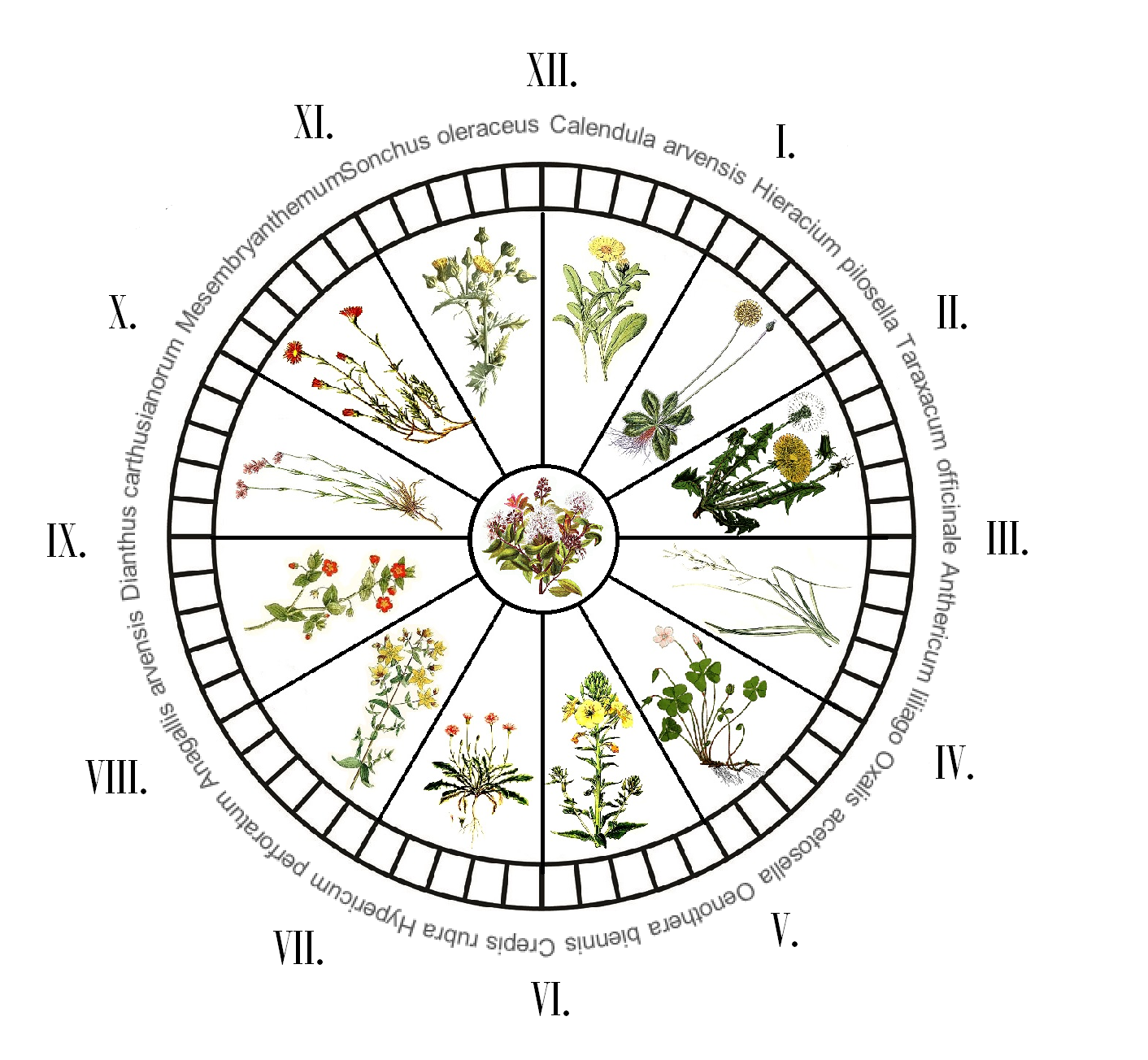

كانت ساعة ورود لينيوس مشروع حديقة افترضه كارولوس لينيوس يهدف إلى الاستفادة من العديد من النباتات التي تفتح زهورها أو تغلقها في وقت محدد من اليوم للتنبؤ الدقيق بالوقت. وقد أطلق عليها خصوصًا اسم Horologium Florae (ومعناه حرفيًا «ساعة الورود»)، واقترح هذه الفكرة في ما نشر عام 1751 باسم فلسفة النباتات لم يسبق له قط زراعة مثل هذه الحديقة، إلا أن الفكرة قام بتنفيذها العديد من الحدائق النباتية في فترة مبكرة من القرن التاسع عشر بنسب نجاح متفاوتة. وقد أظهر العديد من النباتات إيقاعًا يوميًا قويًا، بينما كانت هناك ملاحظات لتفتح القليل في أوقات منتظمة إلى حد ما، إلا أن دقة هذه الساعة منخفضة حيث يتأثر وقت الإزهار بالطقس والمؤثرات الموسمية. كما أن أوقات الإزهار التي سجلها لينيوس تعرضت للاختلاف في وقت النهار نتيجة لأن قياسات دوائر العرض: كانت تعتمد على أوقات الإزهار في أوبسالا حيث كان يدرس وحيث حصل على تعليمه الجامعي.
وفي الجدول التالي النباتات التي اقترح لينيوس الاعتماد عليها مرتبة بحسب الوقت المسجل. العلامة "-" تشير إلى أن التاريخ مفقود.
| الاسم النباتي                                              | الاسم الشائع                         | وقت تفتيح الزهور      | وقت إغلاق الزهور |
| ---------------------------------------------------------- | ------------------------------------ | --------------------- | ---------------- |
| التراجوبوجون المرجي                                        | لحية التيس                           | 3 صباحًا.              | -                |
| مخلب الأسد الخشن إل.                                       | زهرة مخلب الأسد وردية الأوراق الخشنة | 4 صباحًا.              | -                |
| هيلمنتوتيكا إيكيوديس (إل.) "هوليوب"                        | لسان الثور الخشن                     | 4-5 صباحًا.            |                  |
| الهندباء البري إل.                                         | الهندباء                             | 4-5 صباحًا.            | -                |
| كريبس تكتوريوم إل.                                         | لحية الصقر                           | 4-5 صباحًا.            | -                |
| ريكارديا تينجيتانا (إل.) روث                               | بذر الشوك الخادع                     | نحو 6 صباحًا.          | 10 صباحًا.        |
| سونكيوس أوليراكيوس إل.                                     | بذر الشوك                            | 5 صباحًا.              | 12 مساءً          |
| الطرخشقون المخزني ويبر                                     | سن الأسد                             | 5 صباحًا.              | 9-8 صباحًا.       |
| كريبس ألبينا إل.                                           | لحية الصقر الألبية                   | 5 صباحًا.              | 11 صباحًا.        |
| راجوبوجون هيبريديوس إل.                                    | لحية التيس البنية                    | 5 صباحًا.              | 11 صباحًا.        |
| رجاديوليوس إيدوليس جيرتنر                                  | -                                    | 5 صباحًا.              | 10 صباحًا.        |
| لابسانا كوندرلويدي إل.                                     | -                                    | 5 صباحًا.              | -                |
| الكونفولفولوس ثلاثي اللون إل.                              | لبلاب، مجد الصباح (زهرة)             | 5 صباحًا.              | -                |
| هيبوكيريس ماكيولاتا إل.                                    | أذن القطة المنقطة                    | 6 صباحًا.              | 5-4 مساءً         |
| هيراسيم أمبيلاتيوم إل.                                     | طرخشقون هوكويد                       | 6 صباحًا.              | 5 مساءً           |
| هيراسيم موروريوم إل.                                       | طرخشقون هوكويد                       | 6 صباحًا.              | 2 مساءً           |
| كريبس روبرا إل.                                            | -                                    | 6 صباحًا.              | 1-2 مساءً         |
| سونكيوس أرفينسيس إل.                                       | شوك الحقل اللبني                     | 6 صباحًا.              | -                |
| سونكيوس بالوستريس إل.                                      | بذر الشوك المستنقعات                 | بحلول الساعة 7 صباحًا. | 2 مساءً           |
| لينتودون أوتمنيل إل.                                       | طرخشقون هوكويد                       | 7 صباحًا.              | 3 مساءً           |
| هيراسيم سابوديوم إل.                                       | طرخشقون هوكويد                       | 7 صباحًا.              | 1-2 مساءً         |
| سيسربيتا ألبينا (إل.) "ولر".                               | بذر الشوك الأزرق                     | 7 صباحًا.              | 12 مساءً          |
| لاكتوكا ساتيفا إل.                                         | خس البستان                           | 7 صباحًا.              | 10 صباحًا.        |
| كلانديولا بلوفياليس "إل."                                  | -                                    | 7 صباحًا.              | 3- 4 مساءً        |
| نيمفايا ألبية "إل."                                        | زنبق الماء الأبيض                    | 7 صباحًا.              | 5 مساءً           |
| أنثريسيم راموسيوم "إل."                                    | سوسن القديس برنارد                   | 7 صباحًا.              | -                |
| هيبوكيريس ماكيولاتا إل.                                    | -                                    | 7-8 صباحًا.            | 2 مساءً           |
| هيدبنويس راجاديلويديس (إل.) شميدت subsp. كرتيكا (إل.) هايك | -                                    | 8-7 صباحًا.            | 2 مساءً           |
| تريكودياديما ببراتا (إل.) شوارتز                           | -                                    | 8-7 صباحًا.            | 2 مساءً           |
| هيراسيم أمبيلاتيوم إل.                                     | هوكويد أذن الفأر                     | 8 صباحًا.              | -                |
| نبات عين القط إل.                                          | حشيشة الصابون                        | 8 صباحًا.              | -                |
| البتروراجيا البرعمية (إل.) بال و"هيود"                     | البرعمية القرنفلية                   | 8 صباحًا.              | 1 مساءً           |
| هيبوكيريس ماكيولاتا إل.                                    | أذن القط الناعمة                     | 9 صباحًا.              | 1 مساءً           |
| الخبازي الكارولينية إل.                                    | -                                    | 10-9 صباحًا.           | 1 مساءً           |
| سبرجيولاريا الحمراء (إل.) جيه. وسي. بريسل                  | زهرة الرمال                          | 10-9 صباحًا.           | 2- 3 مساءً        |
| زهرة الظهيرة الكرستالية                                    | زهرة الثلج                           | 10-9 صباحًا.           | 3- 4 مساءً        |
| كريوفتيوم نوديفلوريوم (إل.) إل. بول.                       | زهرة الثلج                           | 10-11 صباحًا.          | 3 مساءً           |
| بكوري طبية إل.                                             | أذريون الحدائق                       | -                     | 3 مساءً           |
| هيراسيم برتقالي اللون                                      | هوكويد                               | -                     | 3- 4 مساءً        |
| أنثريسيم متعدد الفروع إل. (مرادف أنثريسيم ألبوم)           | -                                    | -                     | 3- 4 مساءً        |
| الوسن الأليسي إل.                                          | -                                    | -                     | 4 مساءً           |
| خشخاش ذو الساق اللاورقي إل.                                | خشاش أيسلندا الأحمر                  | -                     | 7 مساءً           |
| الزنبق البروقي النهاري إل.                                 | الزنبق النهاري                       | -                     | 7 - 8 مساءً       |

وصف هذه «الساعة» الزهرية أندرو مارفيل في قصيدته «الحديقة» عام (1678):
كيف للبستاني أن يقوم بجلب

الورود والأعشاب لقرص الساعة الجديد;

حيث تقف الشمس اللطيفة في عليائها

ترسل شعاعها ببرجها المعطر;

وبينما الشمس تنشر شعاعها؛ النحلة النشيطة

تحسب وقتها كما نفعل نحن.

فكيف يمكن لهذه الساعات الجميلة والنافعة

حسابها إلا بالأعشاب والورود!

## وصلات خارجية
- Online text of Philosophia Botanica